# Viidaleppia consimilis
Viidaleppia consimilis är en fjärilsart som beskrevs av W. Warren 1888. Viidaleppia consimilis ingår i släktet Viidaleppia och familjen mätare. Inga underarter finns listade i Catalogue of Life.